# The Resistance (альбом Muse)
The Resistance (англ. Опір) — п'ятий студійний альбом британського рок-гурту Muse, виданий 14 вересня 2009 року у Європі та 15 вересня того ж року у США на лейблі Warner Bros. Records.
На підтримку даного альбому відбувався всесвітній тур під назвою The Resistance Tour.

## Список композицій
Автор музики і слів Метью Белламі, окрім де є нотатки. 
| #     | Назва                                             | Тривалість |
| ----- | ------------------------------------------------- | ---------- |
| 1.    | «Uprising»                                        | 5:03       |
| 2.    | «Resistance»                                      | 5:46       |
| 3.    | «Undisclosed Desires»                             | 3:56       |
| 4.    | «United States of Eurasia (+Collateral Damage)»   | 5:47       |
| 5.    | «Guiding Light»                                   | 4:13       |
| 6.    | «Unnatural Selection»                             | 6:54       |
| 7.    | «MK Ultra»                                        | 4:06       |
| 8.    | «I Belong to You (+Mon Cœur S'ouvre a ta Voix)»   | 5:38       |
| 9.    | «Exogenesis: Symphony Part 1 (Overture)»          | 4:18       |
| 10.   | «Exogenesis: Symphony Part 2 (Cross-Pollination)» | 3:56       |
| 11.   | «Exogenesis: Symphony Part 3 (Redemption)»        | 4:37       |
| 54:18 |                                                   |            |

| Бонус DVD | Бонус DVD                      | Бонус DVD  |
| #         | Назва                          | Тривалість |
| --------- | ------------------------------ | ---------- |
| 1.        | «The Making of The Resistance» | 43:53      |

Примітки
1. ↑ «Collateral Damage» містить елементи Ноктюрн мі-бемоль мажор, Op. 9, No. 2, автором якої є Фридерик Шопен.
2. ↑ «Mon cœur s'ouvre a ta voix» написана Camille Saint-Saëns.

## Професійні огляди
Альбом The Resistance отримав загалом позитивні відгуки від критиків. Щоправда, деякі з них висловлювали думку про те, що альбом не має оригінальності, в деяких випадках коментуючи, що це карикатура прогресивного року.